# سيدي عمر (قرية)
قرية سيدي عمر هي إحدى القرى التابعة لمركز رشيد في محافظة البحيرة في جمهورية مصر العربية. حسب إحصاءات سنة 2006، بلغ إجمالي السكان في سيدي عمر 2811 نسمة، منهم 1446 رجل و1365 امرأة.